# Popeye

Logo eines späteren Popeye-Comics

Popeye-Zeichnung von Segar

Popeye (englisch umgangssprachlich „Glotzauge“) ist eine Comic- und Zeichentrickfigur des amerikanischen Zeichners Elzie Crisler Segar. 70 Jahre nach dem Tod seines Schöpfers erlangte der Spinat vertilgende Matrose 2009 Gemeinfreiheit in vielen Ländern. Ausgenommen davon sind spätere Medien wie Filme und Computerspiele sowie beispielsweise die Musik.

## Comics

### Elzie Segar

Erster Auftritt von Popeye (1929)

Ab dem Jahr 1919 zeichnete Segar für das Zeitungssyndikat King Features eine sogenannte Comic-Serie Thimble Theatre. Ihre Protagonisten waren Castor Oyl, seine Schwester Olive Oyl und deren Freund Ham Gravy. Die Namen ergeben im Englischen lautsprachlich die Begriffe „Rizinusöl“, „Olivenöl“ und „Bratensaft“. Der erste "Daily" erschien am 19. Dezember 1919, die erste Sonntagsseite am 18. April 1925.
In dieser Reihe trat am 17. Januar 1929 als Nebenfigur erstmals ein Seemann auf, und zwar Popeye. Segar verlieh ihm ein markantes Erscheinungsbild, mit Kapitänsmütze, Anker-Tattoo auf dem linken Unterarm, grotesken Proportionen der Arme und schiefem Gesicht, bedingt durch die im Mundwinkel eingequetschte Pfeife und das beständige Zukneifen eines Auges. Als Vorbild diente ihm Frank „Rocky“ Fiegel, der als Kind polnischer Einwanderer im Jahr 1868 in Chester zur Welt kam und im Jahr 1947 verstarb. Die Figur des knurrigen, aber herzensguten und vor allem schlagfertigen Seemanns wurde schnell sehr populär, so dass Ham Gravy durch ihn ersetzt und auch Castor Oyl zunehmend an den Rand gedrängt wurde. Lediglich Olive Oyl (Schuhgröße 57, deutsch: Olivia Öl) spielte als Geliebte Popeyes weiterhin eine größere Rolle.
In der Folge führte Segar weitere interessante Figuren in die Serie ein, vor allem J. Wellington Wimpy, einen philosophierenden und opportunistischen Schnorrer, dessen Lebensinhalt vornehmlich aus Hamburgern besteht. Diese im Jahr 1931 geschaffene Figur war später Namensgeber der Fast-Food-Kette Wimpy. Wimpys Sprüche wie „I’d like to invite you over to my house for a duck dinner – you bring the ducks!“, „I’ll gladly pay you Tuesday for a hamburger today!“ oder „Jones is my name, I’m one of the Jones boys!“ gingen in den amerikanischen Sprachgebrauch ein.
Im Jahr 1936 wurde die Figur Eugene the Jeep eingeführt, ein Fabelwesen mit großem Appetit auf Orchideen und übernatürlichen Fähigkeiten, die es einsetzte, um Popeye aus Notlagen zu befreien. Es wird angenommen, dass sie Namensgeber für den US-Militärgeländewagen Willys MB war, der ab dem Jahr 1940 entwickelt wurde. Weitere Figuren der Serie waren die übelwollende Sea Hag (deutsch: das Seeweib oder die Seehexe), die unheimliche Alice the Goon (die Wumme), der Steinzeit-Hüne Toar (Thor) sowie Popeyes Adoptivsohn Swee' Pea (Popi) und Vater Poopdeck Pappy.

### Die Nachfolger
Nach dem Tod Segars im Jahr 1938 wurde die Serie von anderen Künstlern weiterentwickelt. Jedoch konnten deren Episoden der Serie durch ihren vergleichsweise routinierten und eher harmlos wirkenden Inhalt nie an die Qualität des ursprünglichen Formats anknüpfen.
Folgende Autoren wirkten an der Serie mit (Strips):
Elzie Segar: 1919–38; Charles „Doc“ Winner & Tom Sims (Szenario): 1938/39, Joe Musial Tom Sims: 1939, 'Bela „Bill“ Zaboly & Tom Sims: 1939–54, Bill Zaboly & Ralph Stein (Szenario): 1954–58, Forrest „Bud“ Sagendorf 1958–86 (täglich) / 1958–94 (sonntags), Bobby London: 1986–92 (täglich), Hy Eisman 1994-2022 (sonntags), R. K. Milholland (2022-heute, sonntags)
Comic books:
- George Wildman: 1969–77, Charlton Comics
- Bill Pearson: 1980er/1990er (?), Ocean Comics (modernisierte Version von Popeye)
- Bruce Ozella & Roger Langridge (Szenario): seit 2012

Die Nachfolger brachten den aus den Filmen bekannten Schurken Bluto, der bei Segar nur einen einzigen Auftritt gehabt hatte, wieder zurück in den Strip und fügten dem Universum Popeyes Mutter und Großmutter hinzu. Der mit Abstand langjährigste aller Nachfolger war Bud Sagendorf, Segars Schwiegersohn, der ihm bereits ab dem Jahr 1931 bei Lettering und Hintergründen assistiert hatte. Auch Winner und Musial waren ehemalige Assistenten Segars in dessen letztem Lebensjahr gewesen. Der Strip selbst war bereits im März 1932 in Thimble Theatre starring Popeye umbenannt worden, heißt aber erst seit den 1970er Jahren offiziell Popeye. Seit dem Jahr 1992 erscheinen in den Zeitungen nur noch die Sonntagsseiten. Im April 2012 startete IDW Publishing eine neue Popeye-Heftreihe.
Zwischen 2006 und 2012 eine Gesamtausgabe mit sechs Bänden des sogenannten Segar’schen Popeye beim Verlag Fantagraphics.

### Popeye-Comics in Deutschland
Die Popeye-Strips erschienen in zahlreichen deutschen Zeitungen, unter anderem bereits seit den 1950er Jahren in der Hamburger Morgenpost. Dort hörte der bekannte Seemann noch auf den Namen „Kuddl Dutt“, der auch beibehalten wurde, als der Name Popeye bereits seit langer Zeit ein Begriff für die Allgemeinheit geworden war. Auch in diversen anderen Zeitschriften wurde die Figur Popeye in Deutschland publiziert, so unter anderem in den 1970er und 1980er Jahren in dem Apotheken-Magazin Junior. 1953/54 trat er im Comicheft Buntes Allerlei des Aller Verlags auf, und zwar unter dem Namen Schifferkarl. Um das Jahr 1960 tauchte er als „Pop der Seemann“ in Felix von Bastei und im Jahr 1963 unter dem Titel „Emil und Oskar“ (Popeye als Oskar) im Heft Blondie und Dankwart bei Lehning auf.
Die erste ganz der Figur Popeye gewidmete Publikation in Deutschland war die Heftreihe Popeye der Seemann (später: Popeye der Spinatmatrose), die in den Jahren von 1969 bis 1972 in insgesamt 75 Ausgaben im Verlag Moewig erschien. Innerhalb der Jahre von 1971 bis 1975 im Verlag Carlsen veröffentlichten Alben-Reihe „Comics – Weltbekannte Zeichenserien“ war Popeye in den Bänden 1 und 5 enthalten; letzterer bot sogar sogenanntes Segar-Material. Im Jahr 1972 brachte der Melzer-Verlag ein Popeye der Seemann betiteltes querformatiges Paperback heraus, im Jahr 1976 das ganz Herrn Segar gewidmete großformatige Buch Ich Popeye (auch beim Verlag Bertelsmann erschienen). Beim Ehapa-Verlag erschien Popeye zunächst in den MV Comix und dann in den Jahren von 1975 bis 1982 in der 15-bändigen Softcover-Albenreihe Die Abenteuer von Popeye, die 1983/84 durch 16 Popeye-Hefte abgelöst wurde. In den Jahren von 1979 bis 1982 in 14 Popeye-Taschenbüchern. Im Jahr 1979 veröffentlichte Ehapa zudem das Jubiläumsalbum Popeye – Die ersten 50 Jahre mit sowohl Segar- als auch Sagendorf-Material. In jüngerer Zeit erschien der Seemann in Band 12 der im Jahr 2005 veröffentlichten „Bild Comic-Bibliothek“, die ausgewählte Sundays aus den Jahren 1997 bis 2000 von Eisman beinhaltete.
War Popeye in Deutschland bis dato hauptsächlich durch die Zeitungsstrips von Sagendorf präsent, erhielt der „Ur-Popeye“ im Jahr 2006 eine Veröffentlichung durch den Mareverlag. Das dort erschienene, schlicht als Popeye betitelte Buch beinhaltet im Querformat alle Strips von Segar, in denen es Popeye auf die hohe See verschlägt. Autor und Übersetzer Ebi Naumann gab dem Seemann erstmals eine eigene deutsche Sprache, in der bekannte Popeye-Sentenzen wie „I yam what I yam an’ tha’s all I yam!“ oder „Well, blow me down!“ zu „Ich pin wassich pin – wer pinnich tenn?“ beziehungsweise „Lot mi an Land!“ wurden.
Im Jahr 2022 veröffentlichte Carlsen in der Reihe „Die Bibliothek der Comic-Klassiker“ einen Sammelband im Querformat im hochformatigen Schuber mit von Segar stammenden drei längeren Abenteuergeschichten „Plünder-Eiland“, „Goldfund am Schlangenbach“ und „Wimpy, Popi und Papi“.

## Zeichentrickfilme
Ab dem Jahr 1933 entstand im Studio von Max Fleischer eine Zeichentrickfassung von Popeye. Seinen ersten Auftritt hatte er als Gast in dem nach ihm benannten Betty-Boop-Cartoon Popeye the Sailor, anschließend startete seine eigene Reihe. Im Gegensatz zu den ursprünglichen Segar-Comics drehen sich die Filme zumeist um das Trio Popeye, Olive und Bluto (auch als Brutus oder Bonzo bekannt). Bis zur Schließung der Fleischer Studios im Jahr 1942 entstanden insgesamt 108 Popeye-Cartoons mit einer Länge von jeweils rund sieben Minuten, davon 105 in schwarzweiß sowie drei farbige Two-Reeler in doppelter Länge. Im Jahr 1942 übernahm das Famous Studio die Popeye-Reihe und produzierte sie bis ins Jahr 1957 weitere 125 Popeye-Cartoons. Ab dem Jahr 1943 wurden die Filme in Farbe produziert.
In den Jahren 1960 bis 1963 entstanden im Auftrag von King Features Syndicate TV von Revue Studios, Paramount Cartoon Studios, Rembrandt Films, Halas and Batchelor, Larry Harmon Pictures, Gerald Ray Studios, Jack Kinney Productions und Format Films weitere 220 Popeye-Trickfilme für das Fernsehen, bei denen jedoch die Qualität der Animation stark reduziert wurde. Von 1978 bis 1983 produzierte Hanna-Barbera und King Features Entertainment die Serie The All-New Popeye Hour/The Popeye and Olive Comedy Show mit 65 Folgen und im Jahr 1987 die Serie Popeye, Sohn und Co. mit 13 Folgen
Zum 75-jährigen Jubiläum produzierten Mainframe Entertainment (heute: Rainmaker Animation) und Lions Gate Entertainment im Jahr 2004 einen computeranimierten Trickfilm: Popeye's Voyage: The Quest for Pappy. Der 47 Minuten lange Animationsfilm wurde bislang nur in den USA und in Spanien veröffentlicht.
Popeye und der Spinat
In den Zeichentrickfilmen wurde Popeyes ständiges Markenzeichen eingeführt, der Spinat, den er büchsenweise schluckt, um daraus ungeahnte Kräfte für seine zahllosen Prügeleien zu entwickeln. Popeyes Vorliebe für Spinat steht in Zusammenhang mit der seinerzeit aufkommenden Ansicht, dieses Gemüse wäre aufgrund seines angeblich hohen Eisengehalts ein ideales Stärkungsmittel, was damals auch viele Eltern dazu brachte, Kinder und Heranwachsende zum Verzehr des jedoch im Allgemeinen wenig geschätzten Spinats zu bewegen. Jedoch basierte der damals angenommene außergewöhnlich hohe Eisenanteil des Krautes von 35 Milligramm auf einem Irrtum. Der Schweizer Physiologe Gustav von Bunge hatte im Jahr 1890 den Wert zwar richtig errechnet, jedoch bezogen sich seine Angaben auf getrockneten Spinat. Diese Angaben wurden jedoch irrtümlich frischem Spinat zugeschrieben, der aber zu ca. 90 % aus Wasser besteht. 100 Gramm frischer Spinat enthalten also durchschnittliche 3,5 Milligramm Eisen und nicht 35 Milligramm.
Eine im Jahr 2012 veröffentlichte Studie des schwedischen Karolinska-Instituts kommt zum Ergebnis, dass nicht das Eisen, aber die im Spinat enthaltenen Nitrate, das Wachstum von Muskeln, insbesondere jene für die Ausdauer, fördern können.

## Real-Verfilmung
Im Jahr 1980 drehte Robert Altman die Musical-Variante Popeye – Der Seemann mit dem harten Schlag, eine Koproduktion von Paramount und Disney mit Robin Williams in der Titelrolle.

## Computerspiele
Im Jahr 1982 brachte Nintendo auch ein gleichnamiges Arcade-Spiel heraus, das auch auf Homecomputer und Spielekonsolen wie Commodore 64, Philips G7000 und Atari 2600 portiert wurde. Es handelt sich dabei um einen Platformer/single screen ohne Scrolling, wobei Popeye Herzchen und Musiknoten von Olivia einsammeln muss.
Ab dem Jahr 1984 brachte Publisher Alternative Software bis ins Jahr 1992 noch drei weitere Popeye-Spiele für C-64, Amstrad und z. T. auch für Amiga auf den Markt: Popeye, Popeye 2 und Popeye 3 – Wrestle Crazy.
Im Jahr 1993 erschien unabhängig ein weiteres Jump ’n’ Run namens Popeye 2 für den Game Boy und im Jahr 1994 gab es (ausschließlich) in Japan ein weiteres Spiel für das Super Famicom unter dem Titel Popeye : Ijiwaru Majo Seahag no Maki. Zuletzt sah man Popeye im Jahr 2006 auf dem Game Boy Advance im Spiel mit dem Namen The Rush for Spinach.
2021 veröffentlichte das Studio Sabec ein neues Popeye-Spiel für die Nintendo Switch. Es handelt sich um ein 3D-Spiel, bei dem Popeye erneut Herzchen einsammelt, die von Olivia geworfen werden, während er Angriffen von Brutus ausweicht. Das Spiel wurde international veröffentlicht.

## Filmografie
In den 1930er und frühen 1940er Jahren produzierten die Fleischer Studios eine Reihe von Zeichentrickfilmen mit der Figur des Popeye, die nachfolgend aufgelistet sind. Mit * gekennzeichnete Filme sind nach amerikanischem Recht Public Domain und somit auf zahlreichen Video- und DVD-Veröffentlichungen erschienen.
| 1933 - Popeye the Sailor (Betty Boop-Cartoon) - I Yam What I Yam - Blow Me Down - I Eats My Spinach - Seasin’s Greetinks! - Wild Elephinks 1934 - Sock-a-bye Baby - Let’s You and Him Fight - The Man on the Flying Trapeze - Can You Take it - Shoein’ Hosses - Strong to the Finich - Shiver Me Timbers - Axe Me Another - A Dream Walking - The Two-Alarm Fire - The Dance Contest - We Aim to Please 1935 - Beware of Barnacle Bill - Be Kind to „Animals“ - Pleased to Meet Cha! - The Hyp-Nut-tist - Choose Your Weppins - For Better or Worser - Dizzy Divers - You Gotta Be a Football Hero - King of the Mardi Gras - Adventures of Popeye - The Spinach Overture | 1936 - Vim, Vigor and Vitaliky - A Clean Shaven Man - Brotherly Love - I-ski Love-ski You-ski - Bridge Ahoy - What, no Spinach? - I Wanna Be a Lifeguard - Let’s Get Movin’ - Never Kick a Woman - Li’l Swee' Pea - Hold the Wire - The Spinach Roadster - Popeye the Sailor Meets Sindbad the Sailor (Farbe) - I’m in the Army Now 1937 - The Paneless Window Washer - The Organ Grinder’s Swing - My Artistic Temperature - Hospitaliky - The Twisker Pitcher - Morning, Noon and Night Club - Lost and Foundry - I Never Changes my Attitude - I Likes Babies and Infinks - The Football Toucher Downer - Proteck the Weakerist - Popeye Meets Ali Baba’s Forty Thieves (Farbe) - Fowl Play | 1938 - Let’s Celebrake - Learn Polikeness - The House Builder Upper - Big Chief Ugh Amugh Ugh - I Yam Love Sick - Pumbing is a „Pipe“ - The Jeep - Bulldozing the Bull - Mutiny Ain’t Nice - Goonland - A Date to Skate - Cops is Always Right 1939 - Customers Wanted - Aladdin and His Wonderful Lamp (Farbe) - Leave Well Enough Alone - Wotta Nightmare - Ghosks is the Bunk - It’s a Natural Thing to Do - Never Sock a Baby 1940 - Shakespearian Spinach - Females is Fickle - Stealing Ain’t Honest - Me Feelin’s is Hurt - Onion Pacific - Wimmin is a Myskery - Nurse Mates - Fightin’ Pals | - Doing Impossikible Stunts - Wimmin Hadn’t Oughta Drive - Puttin’ on the Act - Popeye Meets William Tell - My Pop, My Pop - Poopdeck Pappy - Eugene the Jeep 1941 - Problem Pappy - Quiet! Pleeze - Olive’s Sweepstakes Ticket - Flies Ain’t Human - Popeye Meets Rip Van Winkle - Olive’s Boithday Presink - Child Psykolojiky - Pest Pilot - I’ll Never Crow Again - The Mighty Navy - Nix on Hypnotricks 1942 - Kickin’ the Conga Round - Blunder Below - Fleets of Stren’th - Pip-Eye, Pup-Eye, Poop-Eye an’ Peep-Eye - Olive Oyl and Water Don’t Mix - Many Tanks - Baby Wants a Bottleship |

## Trivia

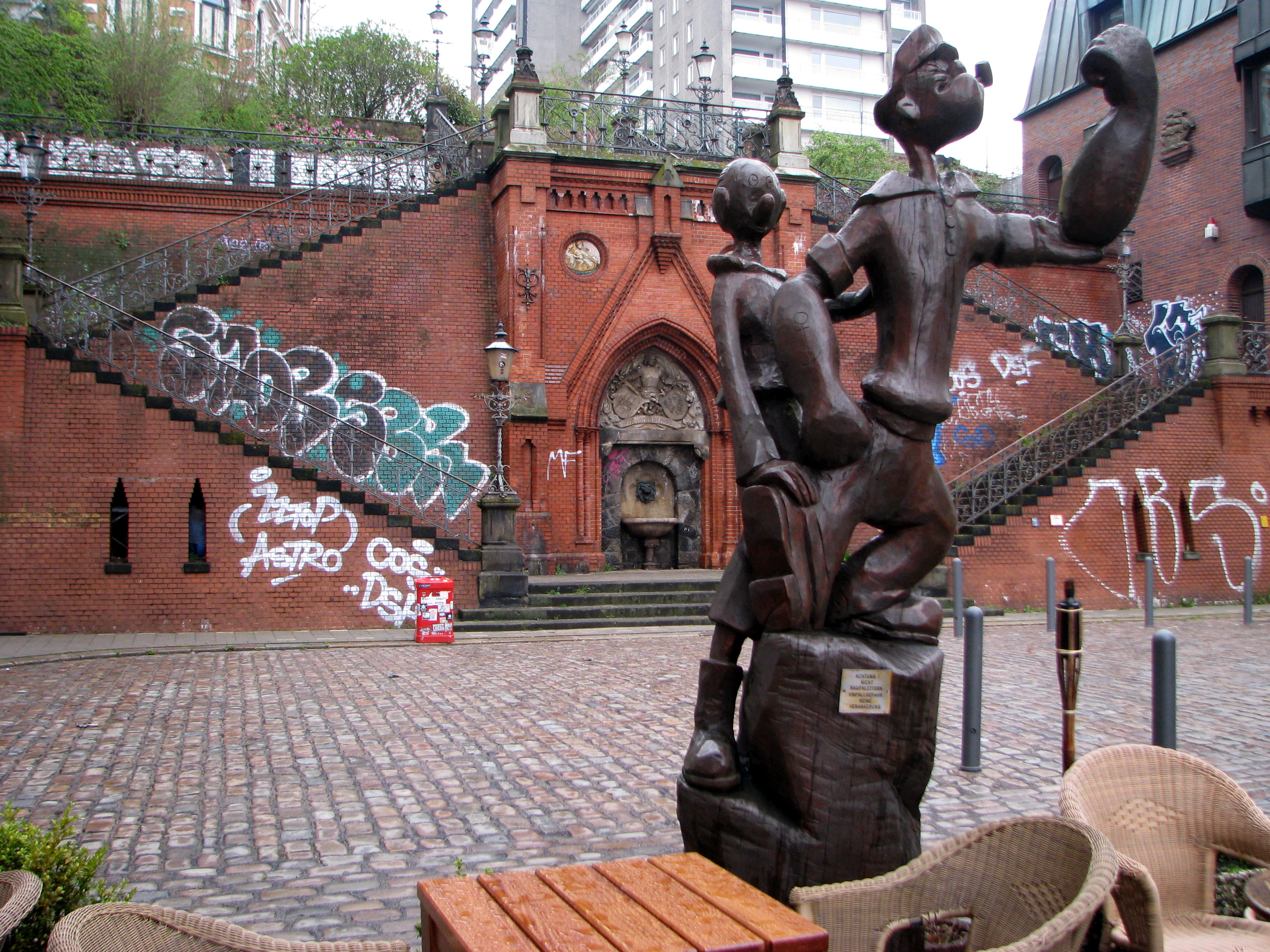
Popeye-der-Seefahrer-Denkmal

- In Hamburg, Carsten-Rehder-Str. 62, vor der Gaststätte Zum Schellfischposten!, Bereich Fischmarkt im Hamburger Hafen, steht das Popeye-der-Seefahrer-Denkmal von Erich Gerer.
- Wenn die Bizepssehne reißt, dadurch nach unten rutscht, während sich der Muskel am Oberarm zusammenzieht, entsteht kurz über der Armbeuge ein Muskelbauch. Dies ähnelt Popeyes Armmuskeln und wird daher als „Popeye-Syndrom“ bezeichnet, siehe auch Bizepssehnenruptur.
- Zu Popeyes 75. Geburtstag im Januar 2004 wurde das Empire State Building mit spinatgrünem Licht erleuchtet.[14]
- Popeye verlor im Jahr 2008 in Europa und vielen anderen Ländern das Urheberrecht[15] und wird 2025 das Urheberrecht in den USA verlieren.[16]
- Popeye existiert seit 2024 auch als handelbare Meme-Coin[17]